# Luigi Luiggi
Luigi Luiggi (Génova, 3 de agosto de 1856 – Roma, 1 de febrero de 1931) fue un político e ingeniero italiano. 

## Biografía
Nacido como Antonio Luigi Ettore, tuvo varios cargos políticos y vinculados a la ingeniería. En 1878, egresó del Real Colegio de Ingeniería Civil de Turín y se incorporó poco después al Real Cuerpo de Ingenieros Italianos, en donde fue destinado a Inglaterra para realizar el estudio de puertos y faros. Allí fue donde conoció a la que sería su esposa, Annie East, de Lincoln, con quien se casó y tuvo dos hijos: Luisa y Mario Luigi.
Posteriormente, remodeló los puertos de Alejandría (Egipto), Génova, Palermo, Mesina y  Ostia (Italia),  Tobruk (Libia), y Massawa (Eritrea); entre otros, e instaló en la isla de Tino el primer faro operado eléctricamente. También  dirigió la instalación de los ferries en el estrecho de Mesina y  amplió los muelles de Liona y La Spezia.
Fue jefe del Gabinete del Ministerio de trabajos públicos del Reino de Italia entre el 15 de mayo de 1892 y el 8 de noviembre de 1893. 

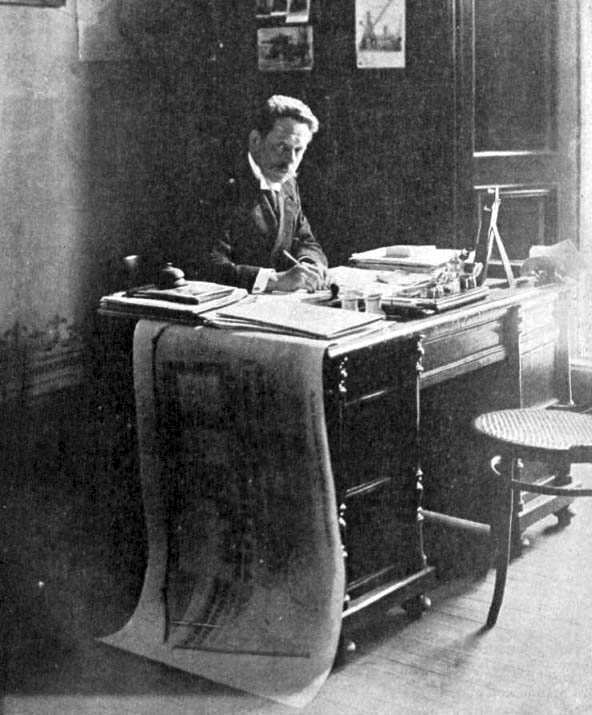
El ing. Luigi Luiggi en su despacho, fotografía en revista Caras y Caretas, año 1, núm. 8 (1898).

En 1896 fue comisionado por el gobierno argentino, a instancias del rey Humberto I de Italia, para hacer los estudios correspondientes a fin de instalar un puerto militar en las costas de la república. Una vez determinado el lugar, fue nombrado director general de las Obras del Puerto Militar. Como tal, diseñó las instalaciones de la actual Base Naval de Puerto Belgrano, junto a la ciudad de Punta Alta, de la que se le considera el fundador. Permaneció en la Argentina hasta 1905, fecha en que finalizaron las obras básicas del Puerto Militar.
Como ingeniero en puertos, obtuvo amplio reconocimiento internacional. Fue miembro honorífico de la Sociedad de Ingenieros de Nueva York y Buenos Aires.
Como militar participó de la campaña italiana de África de 1882, de la Guerra Ítalo-turca de 1911 a 1912, y de la Primera Guerra Mundial. 
En 1921 fue elegido diputado de la XXVI Legislatura del Reino de Italia, por el grupo nacionalista. En 1924 fue nombrado senador de la XXVII Legislatura del Reino de Italia , por el Partido Nacional Fascista, a propuesta de Luigi Federzoni.

## Condecoraciones
- Gran Oficial de la Orden de los Santos Mauricio y Lázaro
- Gran Oficial de la Orden de la Corona de Italia
- Medalla conmemorativa de las campañas de África (1882-1935)
- Medalla conmemorativa de la guerra italo-turca (1911-1912)
- Medalla conmemorativa de la guerra italo-austriaca (1915-1918)
- Medalla conmemorativa de la Unidad de Italia
- Medalla Interaliada de la Victoria
- Oficial de la Legión de Honor